# Hipocentrum
A hipocentrum (ógörög υπόκεντρον, szó szerint „a központ alatt”) vagy fókusz az a hely a Föld belsejében, ahol egy földrengés vagy föld alatti robbanás energiája felszabadul. Más néven rengésfészek. 

## Jellemzői
A hipocentrum éppen a földrengés epicentruma alatt helyezkedik el az ún. fókuszmélységben vagy fészekmélységben.
A hipocentrum szó utalhat a földfelszínnek arra a részére is, amely közvetlenül a nukleáris robbanás felszabadulása alatt helyezkedik el (másképp: zéró szint).
Egy földrengés eredetét az általa keltett szeizmikus hullámok regisztrálásával és a szeizmogramok összevetésével határozzák meg. Ez a meghatározás gyakran bizonytalanságot tartalmaz, mivel a mérés pontatlansága annál nagyobb lehet, minél nagyobb egy rezgés hullámhossza, az erős földrengések pedig energiájuk jó részét nagy hullámhosszokon adják le. Ilyenkor nehéz a fókuszmélység meghatározása.

## További irodalom
- Jakucs László: Általános természeti földrajz I., JATE Kiadó, Szeged, 1990. 352-354.